# FIFA-mannenranglijst mei 2021
Dit is de wereldranglijst voor mannen van mei 2021 zoals die werd opgesteld en vrijgegeven door de FIFA op 27 mei 2021.
| №  | +/−     | Land             | Pnt     | +/−     |
| -- | ------- | ---------------- | ------- | ------- |
| 1  | Stabiel | België           | 1783,38 | Stabiel |
| 2  | Stabiel | Frankrijk        | 1757,30 | Stabiel |
| 3  | Stabiel | Brazilië         | 1742,65 | Stabiel |
| 4  | Stabiel | Engeland         | 1686,78 | Stabiel |
| 5  | Stabiel | Portugal         | 1666,12 | Stabiel |
| 6  | Stabiel | Spanje           | 1648,13 | Stabiel |
| 7  | Stabiel | Italië           | 1642,06 | Stabiel |
| 8  | Stabiel | Argentinië       | 1641,95 | Stabiel |
| 9  | Stabiel | Uruguay          | 1639,08 | Stabiel |
| 10 | Stabiel | Denemarken       | 1631,55 | Stabiel |
| 11 | Stabiel | Mexico           | 1629,56 | Stabiel |
| 12 | Stabiel | Duitsland        | 1609,12 | Stabiel |
| 13 | Stabiel | Zwitserland      | 1606,21 | Stabiel |
| 14 | Stabiel | Kroatië          | 1605,75 | Stabiel |
| 15 | Stabiel | Colombia         | 1600,66 | Stabiel |
| 16 | Stabiel | Nederland        | 1598,04 | Stabiel |
| 17 | Stabiel | Wales            | 1570,36 | Stabiel |
| 18 | Stabiel | Zweden           | 1569,81 | Stabiel |
| 19 | Stabiel | Chili            | 1569,52 | Stabiel |
| 20 | Stabiel | Verenigde Staten | 1555,42 | Stabiel |

| FIFA-wereldranglijst mei 2021 (21–210) | FIFA-wereldranglijst mei 2021 (21–210) | FIFA-wereldranglijst mei 2021 (21–210) | FIFA-wereldranglijst mei 2021 (21–210) | FIFA-wereldranglijst mei 2021 (21–210) |
| #                                      | +/−                                    | Land                                   | Pnt                                    | +/−                                    |
| -------------------------------------- | -------------------------------------- | -------------------------------------- | -------------------------------------- | -------------------------------------- |
| 21                                     | Stabiel                                | Polen                                  | 1549,87                                | Stabiel                                |
| 22                                     | Stabiel                                | Senegal                                | 1542,45                                | Stabiel                                |
| 23                                     | Stabiel                                | Oostenrijk                             | 1523,42                                | Stabiel                                |
| 24                                     | Stabiel                                | Oekraïne                               | 1514,64                                | 1,21                                   |
| 25                                     | Stabiel                                | Servië                                 | 1512,90                                | Stabiel                                |
| 26                                     | Stabiel                                | Tunesië                                | 1512,88                                | Stabiel                                |
| 27                                     | Stabiel                                | Peru                                   | 1511,88                                | Stabiel                                |
| 28                                     | Stabiel                                | Japan                                  | 1509,34                                | Stabiel                                |
| 29                                     | Stabiel                                | Turkije                                | 1505,05                                | Stabiel                                |
| 30                                     | Stabiel                                | Venezuela                              | 1500,71                                | Stabiel                                |
| 31                                     | Stabiel                                | Iran                                   | 1499,52                                | Stabiel                                |
| 32                                     | Stabiel                                | Nigeria                                | 1487,16                                | Stabiel                                |
| 33                                     | Stabiel                                | Algerije                               | 1486,69                                | Stabiel                                |
| 34                                     | Stabiel                                | Marokko                                | 1479,32                                | Stabiel                                |
| 35                                     | Stabiel                                | Paraguay                               | 1476,02                                | Stabiel                                |
| 36                                     | Stabiel                                | Slowakije                              | 1475,24                                | Stabiel                                |
| 37                                     | Stabiel                                | Hongarije                              | 1468,75                                | Stabiel                                |
| 38                                     | Stabiel                                | Rusland                                | 1462,65                                | Stabiel                                |
| 39                                     | Stabiel                                | Zuid-Korea                             | 1460,25                                | Stabiel                                |
| 40                                     | Stabiel                                | Tsjechië                               | 1458,81                                | Stabiel                                |
| 41                                     | Stabiel                                | Australië                              | 1457,49                                | Stabiel                                |
| 42                                     | Stabiel                                | Noorwegen                              | 1452,34                                | Stabiel                                |
| 43                                     | Stabiel                                | Roemenië                               | 1449,23                                | Stabiel                                |
| 44                                     | Stabiel                                | Schotland                              | 1441,43                                | Stabiel                                |
| 45                                     | Stabiel                                | Jamaica                                | 1432,65                                | Stabiel                                |
| 46                                     | Stabiel                                | Egypte                                 | 1432,63                                | Stabiel                                |
| 47                                     | Stabiel                                | Ierland                                | 1427,22                                | Stabiel                                |
| 48                                     | Stabiel                                | Noord-Ierland                          | 1425,74                                | Stabiel                                |
| 49                                     | Stabiel                                | Ghana                                  | 1425,26                                | Stabiel                                |
| 50                                     | Stabiel                                | Costa Rica                             | 1423,40                                | Stabiel                                |
| 51                                     | Stabiel                                | Griekenland                            | 1418,70                                | Stabiel                                |
| 52                                     | Stabiel                                | IJsland                                | 1415,99                                | Stabiel                                |
| 53                                     | Stabiel                                | Ecuador                                | 1413,01                                | Stabiel                                |
| 54                                     | Stabiel                                | Finland                                | 1410,82                                | Stabiel                                |
| 55                                     | Stabiel                                | Kameroen                               | 1404,87                                | Stabiel                                |
| 55                                     | Stabiel                                | Bosnië en Herzegovina                  | 1404,87                                | Stabiel                                |
| 57                                     | Stabiel                                | Mali                                   | 1400,94                                | Stabiel                                |
| 58                                     | Stabiel                                | Qatar                                  | 1397,92                                | Stabiel                                |
| 59                                     | Stabiel                                | Ivoorkust                              | 1397,77                                | Stabiel                                |
| 60                                     | Stabiel                                | Burkina Faso                           | 1392,90                                | Stabiel                                |
| 61                                     | Stabiel                                | Congo-Kinshasa                         | 1376,65                                | Stabiel                                |
| 62                                     | Stabiel                                | Noord-Macedonië                        | 1374,73                                | Stabiel                                |
| 63                                     | Stabiel                                | Slovenië                               | 1369,88                                | Stabiel                                |
| 64                                     | Stabiel                                | Montenegro                             | 1368,49                                | Stabiel                                |
| 65                                     | Stabiel                                | Saoedi-Arabië                          | 1364,39                                | Stabiel                                |
| 66                                     | Stabiel                                | Albanië                                | 1362,09                                | Stabiel                                |
| 67                                     | Stabiel                                | Honduras                               | 1361,21                                | Stabiel                                |
| 68                                     | Stabiel                                | Irak                                   | 1352,82                                | Stabiel                                |
| 69                                     | Stabiel                                | El Salvador                            | 1341,24                                | Stabiel                                |
| 70                                     | Stabiel                                | Canada                                 | 1340,56                                | Stabiel                                |
| 71                                     | Stabiel                                | Bulgarije                              | 1339,03                                | Stabiel                                |
| 72                                     | Stabiel                                | Guinee                                 | 1331,79                                | Stabiel                                |
| 73                                     | Stabiel                                | Kaapverdië                             | 1330,16                                | Stabiel                                |
| 73                                     | Stabiel                                | Verenigde Arabische Emiraten           | 1330,16                                | Stabiel                                |
| 75                                     | Stabiel                                | Zuid-Afrika                            | 1325,64                                | Stabiel                                |
| 76                                     | Stabiel                                | Curaçao                                | 1323,06                                | Stabiel                                |
| 77                                     | Stabiel                                | China                                  | 1322,96                                | Stabiel                                |
| 78                                     | Stabiel                                | Panama                                 | 1321,97                                | Stabiel                                |
| 79                                     | Stabiel                                | Syrië                                  | 1304,12                                | Stabiel                                |
| 80                                     | Stabiel                                | Oman                                   | 1301,51                                | Stabiel                                |
| 81                                     | Stabiel                                | Bolivia                                | 1300,11                                | Stabiel                                |
| 82                                     | Stabiel                                | Benin                                  | 1293,10                                | Stabiel                                |
| 83                                     | Stabiel                                | Haïti                                  | 1290,62                                | Stabiel                                |
| 84                                     | Stabiel                                | Oeganda                                | 1286,76                                | Stabiel                                |
| 85                                     | Stabiel                                | Israël                                 | 1283,36                                | Stabiel                                |
| 86                                     | Stabiel                                | Oezbekistan                            | 1280,99                                | Stabiel                                |
| 87                                     | Stabiel                                | Zambia                                 | 1280,15                                | Stabiel                                |
| 88                                     | Stabiel                                | Gabon                                  | 1278,10                                | Stabiel                                |
| 89                                     | Stabiel                                | Wit-Rusland                            | 1276,79                                | Stabiel                                |
| 90                                     | Stabiel                                | Armenië                                | 1273,28                                | Stabiel                                |
| 91                                     | Stabiel                                | Georgië                                | 1259,51                                | Stabiel                                |
| 92                                     | Stabiel                                | Vietnam                                | 1258,06                                | Stabiel                                |
| 93                                     | Stabiel                                | Libanon                                | 1256,08                                | Stabiel                                |
| 94                                     | Stabiel                                | Congo-Brazzaville                      | 1255,88                                | Stabiel                                |
| 95                                     | Stabiel                                | Jordanië                               | 1251,63                                | Stabiel                                |
| 96                                     | Stabiel                                | Luxemburg                              | 1244,86                                | Stabiel                                |
| 97                                     | Stabiel                                | Cyprus                                 | 1240,78                                | Stabiel                                |
| 98                                     | 1                                      | Bahrein                                | 1240,10                                | 1,21                                   |
| 99                                     | 1                                      | Kirgizië                               | 1240,08                                | Stabiel                                |
| 100                                    | Stabiel                                | Madagaskar                             | 1238,24                                | Stabiel                                |
| 101                                    | Stabiel                                | Mauritanië                             | 1224,76                                | Stabiel                                |
| 102                                    | Stabiel                                | Kenia                                  | 1205,26                                | Stabiel                                |
| 103                                    | Stabiel                                | Trinidad en Tobago                     | 1201,33                                | Stabiel                                |
| 104                                    | Stabiel                                | Palestina                              | 1196,80                                | Stabiel                                |
| 105                                    | Stabiel                                | India                                  | 1184,36                                | Stabiel                                |
| 106                                    | Stabiel                                | Thailand                               | 1178,07                                | Stabiel                                |
| 107                                    | Stabiel                                | Zimbabwe                               | 1175,50                                | Stabiel                                |
| 108                                    | Stabiel                                | Guinee-Bissau                          | 1171,19                                | Stabiel                                |
| 109                                    | Stabiel                                | Noord-Korea                            | 1169,96                                | Stabiel                                |
| 110                                    | Stabiel                                | Azerbeidzjan                           | 1168,53                                | Stabiel                                |
| 111                                    | Stabiel                                | Namibië                                | 1168,44                                | Stabiel                                |
| 112                                    | Stabiel                                | Niger                                  | 1165,91                                | Stabiel                                |
| 113                                    | Stabiel                                | Faeröer                                | 1165,45                                | Stabiel                                |
| 114                                    | Stabiel                                | Sierra Leone                           | 1162,61                                | Stabiel                                |
| 115                                    | Stabiel                                | Malawi                                 | 1162,39                                | Stabiel                                |
| 116                                    | Stabiel                                | Estland                                | 1161,58                                | Stabiel                                |
| 117                                    | Stabiel                                | Mozambique                             | 1161,55                                | Stabiel                                |
| 118                                    | Stabiel                                | Centraal-Afrikaanse Republiek          | 1157,64                                | Stabiel                                |
| 119                                    | Stabiel                                | Libië                                  | 1156,26                                | Stabiel                                |
| 120                                    | Stabiel                                | Kosovo                                 | 1151,73                                | Stabiel                                |
| 121                                    | Stabiel                                | Tadzjikistan                           | 1151,10                                | Stabiel                                |
| 122                                    | Stabiel                                | Nieuw-Zeeland                          | 1149,43                                | Stabiel                                |
| 123                                    | Stabiel                                | Soedan                                 | 1149,14                                | Stabiel                                |
| 124                                    | Stabiel                                | Kazachstan                             | 1147,35                                | Stabiel                                |
| 125                                    | Stabiel                                | Filipijnen                             | 1135,94                                | Stabiel                                |
| 126                                    | Stabiel                                | Angola                                 | 1135,88                                | Stabiel                                |
| 127                                    | Stabiel                                | Guatemala                              | 1129,30                                | Stabiel                                |
| 128                                    | Stabiel                                | Antigua en Barbuda                     | 1129,02                                | Stabiel                                |
| 129                                    | Stabiel                                | Rwanda                                 | 1123,69                                | Stabiel                                |
| 130                                    | Stabiel                                | Turkmenistan                           | 1106,51                                | Stabiel                                |
| 131                                    | Stabiel                                | Comoren                                | 1106,44                                | Stabiel                                |
| 132                                    | Stabiel                                | Equatoriaal-Guinea                     | 1105,20                                | Stabiel                                |
| 133                                    | Stabiel                                | Togo                                   | 1104,14                                | Stabiel                                |
| 134                                    | Stabiel                                | Litouwen                               | 1102,84                                | Stabiel                                |
| 135                                    | Stabiel                                | Saint Kitts en Nevis                   | 1091,12                                | Stabiel                                |
| 136                                    | Stabiel                                | Suriname                               | 1089,43                                | Stabiel                                |
| 137                                    | Stabiel                                | Tanzania                               | 1088,05                                | Stabiel                                |
| 138                                    | Stabiel                                | Letland                                | 1081,66                                | Stabiel                                |
| 139                                    | Stabiel                                | Myanmar                                | 1081,26                                | Stabiel                                |
| 140                                    | Stabiel                                | Ethiopië                               | 1079,41                                | Stabiel                                |
| 141                                    | Stabiel                                | Chinees Taipei                         | 1078,48                                | Stabiel                                |
| 142                                    | Stabiel                                | Burundi                                | 1075,64                                | Stabiel                                |
| 143                                    | Stabiel                                | Salomonseilanden                       | 1072,78                                | Stabiel                                |
| 144                                    | Stabiel                                | Hongkong                               | 1072,00                                | Stabiel                                |
| 145                                    | Stabiel                                | Jemen                                  | 1070,54                                | Stabiel                                |
| 146                                    | Stabiel                                | Lesotho                                | 1069,91                                | Stabiel                                |
| 147                                    | Stabiel                                | Nicaragua                              | 1060,51                                | Stabiel                                |
| 148                                    | Stabiel                                | Koeweit                                | 1056,30                                | Stabiel                                |
| 149                                    | Stabiel                                | Afghanistan                            | 1052,24                                | Stabiel                                |
| 150                                    | Stabiel                                | Botswana                               | 1051,82                                | Stabiel                                |
| 151                                    | Stabiel                                | Liberia                                | 1047,29                                | Stabiel                                |
| 152                                    | Stabiel                                | Gambia                                 | 1043,45                                | Stabiel                                |
| 153                                    | Stabiel                                | Maleisië                               | 1040,02                                | Stabiel                                |
| 154                                    | Stabiel                                | Swaziland                              | 1039,24                                | Stabiel                                |
| 155                                    | Stabiel                                | Malediven                              | 1038,31                                | Stabiel                                |
| 156                                    | Stabiel                                | Dominicaanse Republiek                 | 1036,22                                | Stabiel                                |
| 157                                    | Stabiel                                | Nieuw-Caledonië                        | 1035,12                                | Stabiel                                |
| 158                                    | Stabiel                                | Andorra                                | 1034,90                                | Stabiel                                |
| 159                                    | Stabiel                                | Singapore                              | 1020,27                                | Stabiel                                |
| 160                                    | Stabiel                                | Grenada                                | 1017,57                                | Stabiel                                |
| 161                                    | Stabiel                                | Tahiti                                 | 1014,27                                | Stabiel                                |
| 162                                    | Stabiel                                | Barbados                               | 1010,95                                | Stabiel                                |
| 163                                    | Stabiel                                | Fiji                                   | 996,27                                 | Stabiel                                |
| 164                                    | Stabiel                                | Vanuatu                                | 995,62                                 | Stabiel                                |
| 165                                    | Stabiel                                | Guyana                                 | 990,65                                 | Stabiel                                |
| 166                                    | Stabiel                                | Papoea-Nieuw-Guinea                    | 990,55                                 | Stabiel                                |
| 167                                    | Stabiel                                | Saint Vincent en de Grenadines         | 989,32                                 | Stabiel                                |
| 168                                    | Stabiel                                | Bermuda                                | 987,78                                 | Stabiel                                |
| 169                                    | Stabiel                                | Zuid-Soedan                            | 984,19                                 | Stabiel                                |
| 170                                    | Stabiel                                | Belize                                 | 977,95                                 | Stabiel                                |
| 171                                    | Stabiel                                | Nepal                                  | 967,88                                 | Stabiel                                |
| 172                                    | Stabiel                                | Mauritius                              | 964,94                                 | Stabiel                                |
| 173                                    | Stabiel                                | Indonesië                              | 964,07                                 | Stabiel                                |
| 174                                    | Stabiel                                | Cambodja                               | 963,79                                 | Stabiel                                |
| 175                                    | Stabiel                                | Malta                                  | 955,89                                 | Stabiel                                |
| 176                                    | Stabiel                                | Saint Lucia                            | 953,45                                 | Stabiel                                |
| 177                                    | Stabiel                                | Moldavië                               | 948,16                                 | Stabiel                                |
| 178                                    | Stabiel                                | Puerto Rico                            | 938,86                                 | Stabiel                                |
| 179                                    | Stabiel                                | Tsjaad                                 | 935,00                                 | Stabiel                                |
| 180                                    | Stabiel                                | Montserrat                             | 933,64                                 | Stabiel                                |
| 181                                    | Stabiel                                | Cuba                                   | 923,03                                 | Stabiel                                |
| 182                                    | Stabiel                                | Macau                                  | 922,10                                 | Stabiel                                |
| 183                                    | Stabiel                                | Djibouti                               | 918,91                                 | Stabiel                                |
| 184                                    | Stabiel                                | Bangladesh                             | 917,38                                 | Stabiel                                |
| 185                                    | Stabiel                                | Laos                                   | 912,07                                 | Stabiel                                |
| 186                                    | Stabiel                                | Liechtenstein                          | 911,05                                 | Stabiel                                |
| 187                                    | Stabiel                                | Bhutan                                 | 910,96                                 | Stabiel                                |
| 188                                    | Stabiel                                | Dominica                               | 904,26                                 | Stabiel                                |
| 189                                    | Stabiel                                | Brunei                                 | 903,90                                 | Stabiel                                |
| 190                                    | Stabiel                                | Sao Tomé en Principe                   | 903,31                                 | Stabiel                                |
| 191                                    | Stabiel                                | Amerikaans-Samoa                       | 900,27                                 | Stabiel                                |
| 192                                    | Stabiel                                | Mongolië                               | 896,97                                 | Stabiel                                |
| 193                                    | Stabiel                                | Samoa                                  | 894,26                                 | Stabiel                                |
| 194                                    | Stabiel                                | Kaaimaneilanden                        | 884,44                                 | Stabiel                                |
| 195                                    | Stabiel                                | Gibraltar                              | 880,16                                 | Stabiel                                |
| 196                                    | Stabiel                                | Oost-Timor                             | 879,43                                 | Stabiel                                |
| 197                                    | Stabiel                                | Somalië                                | 879,13                                 | Stabiel                                |
| 198                                    | Stabiel                                | Guam                                   | 872,83                                 | Stabiel                                |
| 199                                    | Stabiel                                | Pakistan                               | 866,81                                 | Stabiel                                |
| 200                                    | Stabiel                                | Seychellen                             | 865,69                                 | Stabiel                                |
| 201                                    | Stabiel                                | Bahama's                               | 861,84                                 | Stabiel                                |
| 202                                    | Stabiel                                | Tonga                                  | 861,81                                 | Stabiel                                |
| 203                                    | Stabiel                                | Eritrea                                | 855,56                                 | Stabiel                                |
| 204                                    | Stabiel                                | Sri Lanka                              | 853,07                                 | Stabiel                                |
| 205                                    | Stabiel                                | Aruba                                  | 850,10                                 | Stabiel                                |
| 206                                    | Stabiel                                | Turks- en Caicoseilanden               | 843,65                                 | Stabiel                                |
| 207                                    | Stabiel                                | Amerikaanse Maagdeneilanden            | 829,13                                 | Stabiel                                |
| 208                                    | Stabiel                                | Britse Maagdeneilanden                 | 826,27                                 | Stabiel                                |
| 209                                    | Stabiel                                | Anguilla                               | 805,42                                 | Stabiel                                |
| 210                                    | Stabiel                                | San Marino                             | 804,71                                 | Stabiel                                |

| Kleur | Betekenis                                      |
| ----- | ---------------------------------------------- |
|       | Hoogste FIFA-ranking ooit                      |
|       | Evenaring hoogste FIFA-ranking ooit            |
|       | Voor het eerst opgenomen in de wereldranglijst |
|       | Evenaring slechtste FIFA-ranking ooit          |
|       | Slechtste FIFA-ranking ooit                    |